# Beatriz Ferrer Salat
Beatriz Ferrer-Salat Serra di Migni, née le 11 mars 1966 à Barcelone, est une cavalière de dressage espagnole.
Elle dispute quatre éditions des Jeux olympiques de 1996 à 2016. C'est lors des Jeux d'Athènes en 2004 qu'elle remporte deux médailles, l'une en bronze en dressage individuel et l'autre en argent en dressage par équipe.
Elle est la fille du tennisman Carlos Ferrer Salat.